# MI 20
Le MI 20 (Matériel d'Interconnexion commandé en 2020), anciennement MI NG (Matériel d'Interconnexion Nouvelle Génération), est un matériel roulant de transport de voyageurs en projet pour lequel la Société nationale des chemins de fer français (SNCF) et la Régie autonome des transports parisiens (RATP) ont passé un appel d'offres en 2018 pour le compte d'Île-de-France Mobilités (IDFM). Ce matériel roulant a vocation à remplacer les matériels existants MI 79 et MI 84 de la ligne B du RER d'Île-de-France.

## Histoire

### Projet
Nommé MI 20 pour Matériel d'Interconnexion commandé en 2020, ce projet d'un nouveau matériel roulant pour la ligne B du RER d'Île-de-France ayant pour objectif de remplacer l'intégralité des rames MI 79 et MI 84, en fin de vie et ne répondant plus à l'augmentation du nombre de voyageurs de la ligne du fait de leur capacité devenue insuffisante. Avant que ces futures rames soient mises en service, des adaptations sur les infrastructures sont nécessaires comme en gare de Châtelet - Les Halles où le quai commun aux voies 4 et 4Z devra être adapté à ces nouvelles rames de la ligne B ainsi qu'au Z 58500 (RER NG) de la ligne D du RER car ces deux types de trains seront susceptibles de le desservir en situation perturbée. D'autres travaux d'adaptation sont nécessaires au niveau de certains tunnels, situés au Sud de Paris en zone RATP, datant de la construction de la ligne de Sceaux, afin de rendre leurs gabarits compatibles avec la circulation de trains à deux niveaux ; cela passe également par des réaménagements et modifications des fils et supports caténaires, ainsi que des panneaux de signalisation ferroviaire.
Une longueur de rame de 112 m comme sur le RER A a été écartée à cause des travaux importants à réaliser :
quais à allonger, signaux à déplacer, etc. Certains quais ne sont pas compatibles avec une telle longueur : 
- la voie Z de la gare de Denfert-Rochereau ;
- la voie Z et quelques positions de garage de la gare de Massy - Palaiseau ;
- les trois voies à quai de la gare de Saint-Rémy-lès-Chevreuse ;
- deux voies dans la gare de Robinson ;
- les voies de la gare du Bourget ;
- les voies principales et les faisceaux de garage et de maintenance de la gare de Mitry - Claye.

Le projet comporte la fourniture d'un maximum de 180 rames, pouvant circuler à 120 km/h et offrant chacune une capacité d'emport de 1 071 voyageurs pour 342 places assises.

### Appel d'offres
Le 28 juin 2018, un appel d'offres pour acheter les nouveaux trains à deux niveaux du RER B est lancé. Les constructeurs candidats au marché MI 20 sont :
- Alstom[10] ;
- CAF/Bombardier, CAF envisageant de reprendre l'usine de Reichshoffen pour construire les MI 20[11],[12].

Le 20 janvier 2020, dans un message sur Twitter, Île-de-France Mobilités annonce commander, fin 2020, 150 rames MI 20 pour le RER B. Mais avec la crise du coronavirus, l'achat de 146 rames à deux niveaux, initialement prévu à la fin de l'année 2020, est reporté. Les nouveaux trains n'arriveront pas avant 2026. Ce retard est critiqué par l'association « SOS Usagers RER B Grand Paris », qui le dénonce en raison de la gêne que vont subir le million d'usagers quotidiens de la ligne.
Le 3 octobre 2020, Valérie Pécresse, présidente du conseil régional d'Île-de-France, confirme que les rames MI 20 seront bien commandées avant la fin 2020.
Le 9 décembre 2020, malgré un recours préventif contre le marché déposé par Alstom, IDFM vote le financement des 146 premières rames à deux niveaux MI 20 dédiées au RER B.
Le 17 décembre 2020, la RATP et la SNCF décident de déposer un pourvoi en cassation à l'encontre de la décision du tribunal judiciaire de Paris suspendant la procédure de passation du marché de commande des rames MI 20. Les deux entreprises comptent réviser les termes de la procédure d'appel d'offres à l'intention des candidats au marché qui devront fournir leurs propositions au début de janvier 2021. Cela repousse en conséquence l'attribution du marché des MI 20 entre Alstom et CAF/Bombardier à la fin de janvier 2021. Pourtant, le groupement CAF/Bombardier était probablement sur le point de gagner le marché des nouveaux RER B.
Dans le conflit commercial et juridique entre le fabricant Alstom et ses clients historiques RATP et SNCF, ceux-ci accélèrent le processus d'attribution du marché des trains de banlieue dédiés au RER B. Sur ce sujet, la SNCF tient un conseil d'administration extraordinaire le 13 janvier 2021.
Le contrat semble devoir être attribué au groupement Bombardier-CAF. Lors d'un conseil d'administration extraordinaire tenu le 12 janvier 2021, la RATP a en effet retenu son offre, moins chère que celle d'Alstom, la SNCF, dont un conseil s'est réuni le 13 janvier, étant sur la même longueur d'onde. Le recours qui avait été déposé par Alstom a été rejeté également le 13 janvier mais le perdant dispose encore de quelques jours pour contester éventuellement la décision du tribunal,.
Au dernier moment, Alstom dépose le 22 janvier 2021 un recours en référé devant le tribunal administratif de Paris, ce qui suspend encore la signature du contrat qui devait être conclu le 25 janvier. Ce nouveau recours intervient dans un contexte où Alstom finalise l'acquisition de Bombardier Transport qui a lieu le 29 janvier 2021.
Début février, après consultation de l'offre de son ex-concurrent, Alstom renonce à assumer l'offre déposée par Bombardier en déclarant que « les conditions technico-financières de l'offre du consortium BT-CAF ne correspondent pas aux prix de marché et ne permettent pas d'exécuter ce contrat sans risques importants pour le financeur, l'exploitant et les voyageurs, et pour notre entreprise »,.
Le 5 février 2021, la RATP et la SNCF ont signé le contrat avec le groupement Bombardier Transport/CAF, malgré la décision d'Alstom de se retirer, celle-ci étant considérée comme irrégulière par les deux transporteurs qui doivent recevoir les industriels concernés pour préparer la mise en œuvre du contrat. 
Au début du mois d'avril, Alstom renonce à renégocier le contrat, notamment en raison des menaces de représailles de l'autorité organisatrice et parce que la RATP s'associe avec Alstom pour pouvoir répondre aux appels d'offres du Grand Paris Express. Alstom va donc devoir supporter l'écart de 600 millions d'euros entre son offre et celle de Bombardier.
Le 13 avril 2021, le constructeur Alstom et ses clients RATP et SNCF sont sur le point de conclure un accord pour livrer à partir de 2025 les 146 nouveaux trains de banlieue à deux niveaux MI 20 destinés au RER B. L'accord doit être officialisé le 14 avril 2021, à l'issue d'un conseil d'administration d'IDFM. Alstom doit honorer ce marché dans le cadre du groupement franco-espagnol Alstom (ex-Bombardier)/CAF,,.

### Livraison
La construction des premières rames était prévue en fin d'année 2023 sur les sites de production de Petite-Forêt et Crespin.
En septembre 2023, Alstom annonce que la livraison des premières rames est retardée de 2025 à 2027.
En mars 2024, un report supplémentaire de six mois est évoqué pour une mise en service à partir de juin 2027. Ce report porte sur le refus d'une dérogation par Certifer d'une norme européenne imposant un crash-test avec un camion pour homologuer la rame.

## Caractéristiques
Le 28 mai 2021, les premiers designs du train sont dévoilés par Île-de-France Mobilités aux associations d'usagers. Ce matériel roulant de nouvelle génération sera composé de sept voitures courtes à étage, mixtes d'un et deux niveaux. Les rames seront équipées de la climatisation et disposeront d'une intercirculation intégrale.
Les capacités annoncées sont de 1 070 places par rame dont 345 places assises, au lieu de 788 places pour les rames actuelles MI 79 et MI 84.
Une consultation grand public, se tenant en juillet 2021 après les élections régionales, permet aux Franciliens de choisir l'un des trois designs intérieurs et extérieurs. Les résultats sont dévoilés en septembre 2021 après 18 000 votes : le design extérieur s'est porté sur la version arrondie de la face avant du train tandis que le design intérieur se composera d'un mobilier avec des sièges à dossier séparés.